# Temfack Fernan Djoumessi
Temfack Fernan Djoumessi (ur. 5 września 1989) – kameruński lekkoatleta, skoczek wzwyż.

## Osiągnięcia
| Rok  | Impreza                          | Miejsce     | Pozycja           | Wynik |
| ---- | -------------------------------- | ----------- | ----------------- | ----- |
| 2010 | Mistrzostwa Afryki               | Nairobi     | 3. miejsce        | 2,15  |
| 2010 | Igrzyska Wspólnoty Narodów       | Nowe Delhi  | el. – 15. miejsce | 2,13  |
| 2011 | Igrzyska afrykańskie             | Maputo      | 4. miejsce        | 2,15  |
| 2013 | Igrzyska solidarności islamskiej | Palembang   | 6. miejsce        | 2,14  |
| 2014 | Igrzyska Wspólnoty Narodów       | Glasgow     | 7. miejsce        | 2,21  |
| 2014 | Mistrzostwa Afryki               | Marrakesz   | 2. miejsce        | 2,25  |
| 2014 | Puchar interkontynentalny        | Marrakesz   | 7. miejsce        | 2,23  |
| 2015 | Igrzyska afrykańskie             | Brazzaville | 8. miejsce        | 2,10  |
| 2016 | Mistrzostwa Afryki               | Durban      | 3. miejsce        | 2,15  |

## Rekordy życiowe
- Skok wzwyż (stadion) – 2,28 (2014) rekord Kamerunu
- Skok wzwyż (hala) – 2,25 (2014) rekord Kamerunu